# Josef Giesen
Josef Giesen, en tysk längdåkare och skidskytt.

## Meriter
- Silver vid paralympiska vinterspelen 2006 i skidskytte 7,5 km, stående.
- Brons vid paralympiska vinterspelen 2010 i skidskytte 12,5 km, stående. [1]